# Zeta Puppis

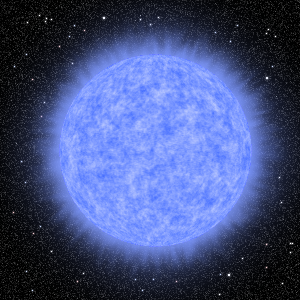
Imagem ilustrada de Zeta Puppis.

Zeta Puppis conhecida como Naos é a estrela mais brilhante da constelação de Puppis e é considerada como uma das estrelas mais quentes da Via Lactea possuindo uma temperatura aproximada de 48.000 k. Está a cerca de 1400 anos-luz do nosso sistema solar, possuindo uma magnitude de -5.97 e magnitude absoluta de 2.22. 

## Etimologia
O nome Naos vem do latim e significa "navio". 